# Serguéi Bagapsh
Serguéi Uasil-ipa Bagapsh (en abjasio: Сергеи Уасыл-иҧа Багаҧшь), (Sujumi, 4 de marzo de 1949 - Moscú, 29 de mayo de 2011) fue el presidente de la autoproclamada república de Abjasia, reconocida mayoritariamente de jure como parte de Georgia. Fue primer ministro de 1997 al 1999, y presidente desde 2005 hasta su muerte. 
Antes de su nombramiento como primer ministro, Bagapsh se dedicó a los negocios, fue primer secretario del Komsomol Abjaso y representante permanente de los dirigentes abjasos.
Bagapsh dirigió Abjasia en un tiempo en el que había un verdadero peligro de renovación del conflicto en Georgia. Dirigió el país mientras su líder separatista, Vladislav Ardzinba, era aún capaz de gobernar con efectividad, y por ello tuvo menos poder que sus antecesores. El antiguo presidente georgiano Eduard Shevardnadze afirmó una vez que Bagapsh nunca pasaría ninguna resolución sin Ardzinba[cita requerida]. 
Las tensiones en Georgia llegaron a su punto más alto en mayo de 1998, cuando el gobierno exiliado instalado en Tiflis desplegó fuerzas alrededor de la frontera entre Georgia y Abjasia. Como resultado del conflicto, conocido coloquialmente como "Guerra de los Seis Días", 30.000 refugiados georgianos atravesarían la frontera hacia Zugdidi y serían quemadas 1.695 casas georgianas[cita requerida].
Bagapsh era ministro de energía abjaso cuando empezó a ser considerado como probable candidato de la oposición en las elecciones de 2004. El 20 de julio de 2004, los dos principales movimientos de la oposición, Amtsakhara y Abjasia Unida, lo nombraron como candidato unitario para las elecciones presidenciales de octubre (no reconocidas por la comunidad internacional). En dichas elecciones, Bagapsh y su principal oponente, Raul Khadjimba, se disputaron los resultados. La Comisión Electoral abjasa declaró en un principio ganador a Khadjimba, estando Bagapsh a bastante distancia, pero la Corte Suprema declaró luego que Bagapsh había ganado con el 50,3% de los votos, aunque revocó esta decisión después de que los partidarios de Khadjimba asaltaran el edificio de la Corte. Entonces, Bagapsh y sus partidarios amenazaron con proclamar el nuevo gobierno unilateralmente el 6 de diciembre de 2004. Aun así, a comienzos de diciembre, Bagapsh y Khadjimba llegaron a un acuerdo para formar un gobierno de unidad nacional. El 12 de enero de 2005 se celebraron nuevas elecciones, y gracias al acuerdo Bagapsh fue elegido presidente y Khadjimba vicepresidente.